# Heliga Konstantin och Helena ortodoxa församling
Heliga Konstantin och Helena ortodoxa församling är en grekisk-ortodox församling i stadsdelen Skärholmen i södra Stockholm.
Församlingen är helgad åt den romerska kejsaren Konstantin den store och hans mor, Helena. 

## Historik
Heliga Konstantin och Helena ortodoxa församling grundades 1978 och tillhörde från början den Serbisk-ortodoxa kyrkan, som leddes av ärkebiskop Irinej. Sedan 1984 tillhör församlingen Den sanna grekisk-ortodoxa kyrkan som leds av metropolit Kyprianos av Oropos och Fili.
Från början firades gudstjänster i ett kapell i stadsdelen Aspudden. Senare flyttade församlingen till en nedlagd skola i stadsdelen Rågsved där den var aktiv i 13 år.
Någonstans i november 1993 flyttade församlingen till Sätra kulturgård i Skärholmen. Året efter köptes en nedlagd förskola i stadsdelen Vårberg och som sedan dess är hemmet för församlingen.

## Språk
Gudstjänsterna hålls på svenska, grekiska och kyrkslaviska.